# 切尔塞格托毛伊
切尔塞格托毛伊，是匈牙利佐洛州所辖的一个村，总面积12.60平方公里，总人口2670，人口密度211.9人/平方公里（2010年1月1日）。